# National Film Award/Bester Film über Familienwerte
Die Gewinner des National Film Award der Kategorie Bester Film über Familienwerte (Best Film on Family Values, bis 2007 Best Film on Family Welfare) waren:
| Jahr | Film                                   | Sprache              | Regisseur            | Produzent                                              |
| ---- | -------------------------------------- | -------------------- | -------------------- | ------------------------------------------------------ |
| 1968 | Aanchal Ke Phool                       | Hindi                | Karunesh Thakur      |                                                        |
| 1982 | Spandan                                | Hindi                | Biplab Roy Choudhury |                                                        |
| 1984 | Mohan Joshi Hazir Ho!                  | Hindi                | Saeed Akhtar Mirza   |                                                        |
| 1989 | Sandhya Raagam                         | Tamilisch            | Balu Mahendra        |                                                        |
| 1991 | Durga                                  | Hindi                | Basu Chatterjee      |                                                        |
| 1992 | Shwet Paatharer Thala                  | Bengalisch           | Prabhat Roy          |                                                        |
| 1993 | Askasadoothu                           | Malayalam            | Sibi Malayil         |                                                        |
| 1994 | Karuththamma                           | Tamilisch            | Bharathiraja         |                                                        |
| 1995 | Mini                                   | Malayalam            | P. Chandra Kumar     |                                                        |
| 1996 | Laathi                                 | Bengalisch           | Prabhat Roy          |                                                        |
| 1997 | Samantharangal                         | Malayalam            | S. Balachandra Menon |                                                        |
| 1998 | Athmiyo Swajan                         | Bengalisch           | Raja Sen             |                                                        |
| 1999 | Hari Bhari                             | Hindi                | Shyam Benegal        |                                                        |
| 2000 | Kal Ka Aadmi                           | Hindi                | Amol Palekar         |                                                        |
| 2003 | Padam Onnu Oru Vilapam                 | Malayalam            | T. V. Chandran       |                                                        |
| 2004 | Hasina                                 | Kannada              | Girish Kasaravalli   |                                                        |
| 2005 | Dhavamai Dhavamirante                  | Tamilisch            | Cheran               | P. A. Shanmugam                                        |
| 2006 | Karutha Pakshikal Faltu                | Malayalam Bengalisch | Kamal Anjan Das      | K. V. Kaladharan und K. G. Vallabhan Arindam Chaudhury |
| 2007 | Taare Zameen Par – Ein Stern auf Erden | Hindi                | Aamir Khan           | Aamir Khan                                             |
| 2008 | Little Zizou                           | Englisch / Gujarati  | Sooni Taraporevala   | Studio 18 und Jigri Dost Productions                   |

Derzeit erhalten Produzent und Regisseur des Gewinnerfilms je einen Rajat Kamal und ein Preisgeld von 150.000 Rupien.